# Pegomya dissidens
Pegomya dissidens är en tvåvingeart som beskrevs av Huckett 1966. Pegomya dissidens ingår i släktet Pegomya och familjen blomsterflugor.
Artens utbredningsområde är Kalifornien. Inga underarter finns listade i Catalogue of Life.